# Каннский кинофестиваль 1992
45-й Каннский кинофестиваль проходил с 7 по 18 мая 1992 года в Каннах, Франция. Лицом кинофестиваля была выбрана Марлен Дитрих, которая скончалась в Париже в возрасте 90 лет накануне церемонии открытия, 6 мая 1992 года.

## Жюри
|  | Жерар Депардьё            | актёр    | Франция        | председатель жюри |
|  | Педро Альмодовар          | режиссёр | Испания        |                   |
|  | Джон Бурмен               | режиссёр | Великобритания |                   |
|  | Жоэль Ван Эффентерр (фр.) | монтажёр | Франция        |                   |
|  | Нана Джорджадзе           | режиссёр | Грузия         |                   |
|  | Карло Ди Пальма           | оператор | Италия         |                   |
|  | Джейми Ли Кёртис          | актриса  | США            |                   |
|  | Рене Клейтман             | продюсер | Франция        |                   |
|  | Лестер Джеймс Перьес      | режиссёр | Шри-Ланка      |                   |
|  | Серж Тубиана              | критик   | Франция        |                   |

## Фильмы в конкурсной программе

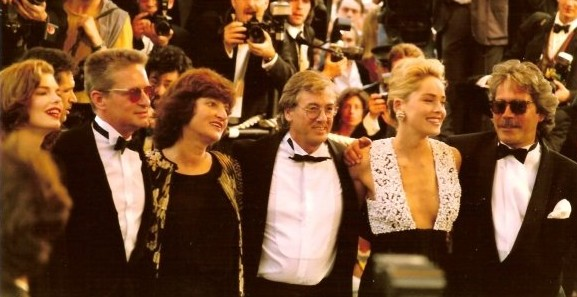
Актёры и члены съёмочной группы фильма «Основной инстинкт» на Каннском кинофестивале 1992

- Чужая среди нас
- Основной инстинкт
- Авария
- Благие намерения
- Солнце в листве айвового дерева
- Путешествие
- Говардс-Энд
- Гиены
- Похититель детей
- Часовой
- Возвращение Казановы
- Луна-парк
- Леоло
- О мышах и людях
- Самостоятельная жизнь
- Простые люди
- Конец долгого дня
- Игрок
- Твин Пикс: Сквозь огонь
- Обман зрения
- В стране Джульетт

## Особый взгляд
- Американизируй меня
- Плохой лейтенант
- Дома с Клодом
- Память воды
- Современные преступления
- Бык
- Строго по правилам
- Счастливые дни
- Чекист
- Через открытое окно
- Жизнь и ничего более
- A nyaraló
- Яблони
- Averills Ankommen
- Кузен Бобби
- Hochzaeitsnuecht
- Krystallines nyhtes
- Mon Desir
- Прага
- Udju Azul di Yonta

## Фильмы вне конкурсной программы
- Дом ангелов
- Красавица и чудовище
- Мальчики из Санкт-Петри
- Далеко – далеко
- Ударник Болеро
- Дуб
- Карта человеческого сердца
- Премьера
- Отелло
- Песнь дороги
- Патрик Девэр
- Бешеные псы
- Сарафина!
- Svo á jörðu sem á himni
- Krigerens hjerte

## Короткометражные фильмы
- Путь
- Закон Домье
- Обмен
- Ничего особенного не случилось
- Метро
- Омнибус
- Сенсация
- Cheating, Inc.
- Encolure 42
- Ghalb
- No Problem
- A Passion Play